# Plato (Familienname)
Plato ist ein Familienname.

## Namensträger
- Achim Plato (1936–2022), deutscher Schauspieler und Intendant
- Alexander von Plato (* 1942), deutscher Philosoph
- Anton Detlev von Plato (1910–2001), Generalleutnant der Bundeswehr
- Dana Plato (1964–1999), US-amerikanische Schauspielerin
- Detlev von Plato (1846–1917), württembergischer Kammerherr und Jägermeister
- Fritz Plato (1858–1938), deutscher Chemiker
- Georg Gottlieb Plato (1710–1777), deutscher Numismatiker, Historiker und Syndikus
- Gerald Plato (* 1905), deutscher Komponist
- Heidi von Plato (* 1944), deutsche Schriftstellerin
- Hirsch Plato (1822–1910), deutscher Religionspädagoge und Rabbiner des orthodoxen Judentums
- Jan von Plato (* 1951), schwedischer Professor für Philosophie
- Jason Plato (* 1967), britischer Rennfahrer
- Johann Heinrich Plato, Regensburger Ratsherr und Advokat
- Karin Plato (* 1960), kanadische Jazzmusikerin
- Karl Gottlieb Plato (1757–1833), deutscher Pädagoge
- Kurt von Plato (1840–1924), sächsischer Generalmajor